# Prapoće
Prapoće is een plaats in de gemeente Lanišće in de Kroatische provincie Istrië. De plaats telt 32 inwoners (2001).